# Nathan Bedford Forrest
Pour les articles homonymes, voir Forrest.
Nathan Bedford Forrest, né le 13 juillet 1821 à Chapel Hill et mort le 29 octobre 1877 à Memphis, est un lieutenant général confédéré de la guerre de Sécession.
Officier controversé, il est considéré comme l'un des meilleurs tacticiens : les tactiques de mouvement de troupes (cavalerie) qu'il a mises en place à l'époque sont toujours étudiées de nos jours et appliquées par les militaires. Il fut en quelque sorte un précurseur de la doctrine du « Blitzkrieg ». Après la guerre, Forrest devint le premier tenant du titre de « Premier Grand Sorcier » du Ku Klux Klan, attribué au chef du KKK. Il quitta néanmoins le KKK dont il ordonna en vain la dissolution vers la fin de sa vie en raison des excès de cette organisation et de certaines divergences. En effet, ayant lui-même tenu la promesse de libérer ses propres esclaves juste avant la fin des hostilités, il prit par la suite publiquement position en faveur de la cause des Noirs d'Amérique,.

## Jeunesse
« Ma vie a été un combat depuis son commencement. »

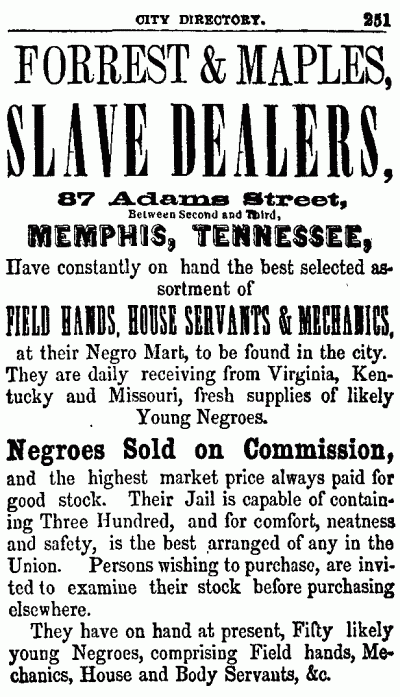
City Directory de Memphis, entrée dans les affaires de la traite des esclaves de Forrest, 1855-1856.

Nathan Bedford Forrest est le fils de William Forrest et Myriam Beck. Né dans une famille de pionniers du comté de Bedford, Tennessee, il a connu une enfance difficile, au sein d’une famille nombreuse.
En 1834, la famille quitte le Tennessee et s'installe dans le Mississippi, dans le Marshall County. Il est orphelin de père deux ans plus tard, alors qu'il n'a que 15 ans. Étant l’aîné, il doit subvenir aux besoins de sa mère enceinte et de ses 10 frères et sœurs. Une épidémie de fièvre typhoïde frappe peu après la région et ses trois sœurs, dont sa jumelle, ainsi que deux de ses frères meurent. Forrest, qui est resté moins d'un an à l'école, rêve de devenir riche par opposition avec son enfance tourmentée. Travaillant dur depuis quelques années, il décide de devenir marchand d’esclaves afin de subvenir à ses besoins et à ceux de sa famille. Il prospère avec le commerce d'esclaves et acquiert l'estime de la société sudiste.
Il devient ensuite planteur. Entretemps, il rencontre Mary Ann Montgomery, la fille d’un pasteur d’abord réticent à la voir épouser un homme peu croyant. Il obtient cependant sa main et l’épouse en 1845. En 1846 naît leur fils William et, en 1848, leur fille Fanny.
Forrest s’installe avec sa famille à Memphis, dans le Tennessee. Il gagne bien sa vie et paie à ses frères les études qu’il n’a pu suivre. Il n’est pas illettré, il est avéré qu’il a continué en autodidacte quelques études informelles. Cependant, il écrivit toujours l’anglais avec une orthographe assez approximative. Cela ne l’empêche pas de s’impliquer dans la vie politique locale. En 1855, il est élu sous l’étiquette démocrate au poste d’alderman, un édile qui cogère la ville de Memphis avec quelques pairs,,. Son manque d'éducation le fait considérer par certains politiciens locaux comme une « racaille blanche ».
Il devient un notable et se montre sensible aux attaques sur ses origines (très) modestes et ses lacunes scolaires. Il s'est notamment investi dans l’assainissement de la ville et l’installation d’un système de drainage des eaux car les épidémies de choléra et de fièvres font régulièrement des ravages. Il y parvint, se battant d’autant plus que sa fille Fanny a succombé lors d’une épidémie de choléra.

## La guerre de Sécession
Lors du déclenchement de la guerre de Sécession, Forrest va s’engager volontairement sous les couleurs de son État, le Tennessee.
Il tient à s’engager comme simple soldat, refusant de demander le brevet d'officier. Lorsqu’il lève un régiment de cavalerie sur ses propres deniers (il est à présent millionnaire), sa famille le suit : ses frères et son fils sont présents à ses côtés. Ses amis de Memphis font jouer leur influence et lui obtiennent le grade de lieutenant-colonel et le commandement de son régiment. Il va se révéler bon tacticien et va gagner ses galons suivants par ses aptitudes et surtout sa compétence. Il sera, à la fin de la guerre, lieutenant général.
Son premier engagement est à Fort Donelson, en février 1862, où il est écœuré par le comportement peu pugnace de ses supérieurs (John B. Floyd, Gideon Pillow et Simon Buckner) qui, après avoir quasiment brisé l'encerclement nordiste, décident quand même de se rendre. Forrest refuse cette reddition et quitte alors le fort, après avoir appelé tous les volontaires à le joindre, et en traversant avec ses cavaliers les lignes ennemies dans une zone inondée.
À Shiloh, il est blessé en couvrant la retraite de l'armée du général Beauregard alors commandant depuis la mort d'Albert Johnston.
En novembre 1863, après la victoire de l'Union à Chattanooga, Forrest fait éclater sa colère contre le général Bragg, refusant de servir de nouveau sous ses ordres : « si vous essayez encore d'interférer avec moi ou croisez mon chemin, ce sera au péril de votre vie ! ».
Ses qualités de soldat et de meneur d'hommes le conduisent à des exploits militaires durant la bataille de Brice's Crossroads (10 juin 1864), la Seconde bataille de Memphis (21 août 1864), il capture la ville en quelques heures, obligeant les troupes de l'Union à reculer), ou encore son sauvetage de l'armée de John Bell Hood lors de la campagne de Franklin-Nashville.

### Fort Pillow
Le fort Pillow est construit par les Confédérés en 1861 sur la rive est du Mississippi. Il a été évacué par les Confédérés après la chute de Corinth en mai 1862. En avril 1864, le fort est alors occupé par 600 Unionistes dont la moitié sont d'anciens esclaves. Le 12 avril 1864, Forrest encercle le fort et ouvre le feu. Sous la conduite d'un drapeau blanc, il demande la reddition inconditionnelle, promettant aux officiers d'être traités comme prisonniers de guerre. Le commandant de l'Union W. F. Bradford refuse de se rendre. Sans attendre, Forrest lance l'assaut du fort ; les hommes de Forrest ouvrent une brèche et, une fois le fort pris, la tuerie ne s'arrête pas. Forrest est alors la cible d'accusations après la prise du Fort Pillow. En effet, l'Union lui reproche d'avoir fait massacrer la garnison composée de soldats noirs défendant ce fort.
Blessé de plusieurs coups de sabre (notamment à la tête) lors d'un combat le 1er avril 1865, il est présent le lendemain durant la bataille de Selma en Alabama, l'une des dernières grandes batailles de la guerre.

## Après la guerre
Il entre au Ku Klux Klan en 1867 et combat pour rendre le Sud à ses « propres mains ». Jouant de l'intimidation, il prône l'emploi de la violence lorsque nécessaire. En public, il conseille la paix et l'obéissance à l'ordre fédéral alors qu'en privé il subventionne la guerre contre le nouvel ordre du Sud. Il est le Premier Grand sorcier du Ku Klux Klan. En 1867, il devient président de la Planters' Insurance Company qui fait faillite un an plus tard.
En 1868, ayant retrouvé sa citoyenneté américaine et obtenu le pardon présidentiel de Johnson, il prend la présidence de la compagnie de chemin de fer de Selma, Marion et Memphis.
Ses propos selon lesquels il n'aurait aucun lien avec le Klan semblent peu probables. En 1871, il est convoqué devant un comité du Congrès à propos des affaires du Ku Klux Klan : devant ce comité, Forrest nie toute implication active dans les activités du Klan, qu'il sait être une association de citoyens organisée pour son auto-protection. Il déclare qu'il a mis en garde contre leur implication dans la violence et les a pressés de se dissoudre. Il déclare ultérieurement des « mensonges de gentleman ».
En 1875, sous l'influence de sa femme, il se fait baptiser et rejoint l'église presbytérienne. Sa santé décline à partir de cette époque. Il meurt à Memphis.
Un article du New York Times précise qu'alors que Lee est un exemple de « soldat courageux et de gentleman digne », Forrest personnifie le « voyou irréfléchi et l'assassin audacieux » du sud-ouest. Il précise aussi qu'il était « notoirement assoiffé de sang et rempli de vengeance ».

## Mémoire

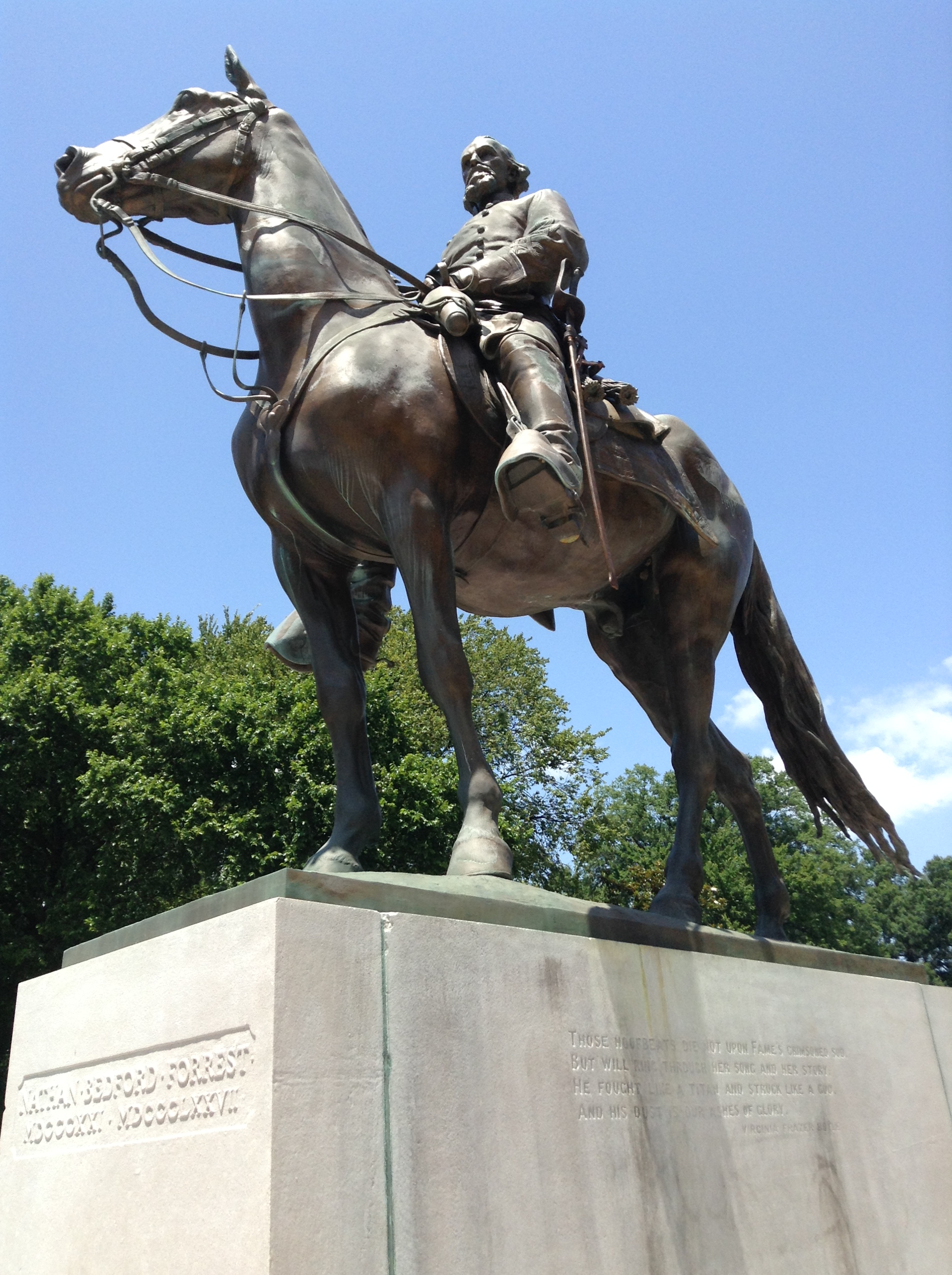
Nathan Bedford Forrest Monument à Memphis.

En 1905, la ville de Memphis fait ériger une statue équestre, le Nathan Bedford Forrest Monument, dans un parc à son nom. Forrest et sa femme sont ré-inhumés à son pied. Un groupe d'Afro-Américains demande le démantèlement de la statue en raison de son passé de marchand d'esclaves, de boucher de Fort Pillow et de son implication dans le Ku Klux Klan. Le 20 décembre 2017, la statue a été enlevée sur décision du conseil municipal.
Un buste de Nathan Bedford Forrest présent au Capitole de l'État du Tennessee a aussi été retiré, à la suite d'un vote des membres de la commission du Capitole, le 9 juillet 2020. Précédemment, l'Assemblée générale du Tennessee s'était prononcée en faveur de son maintien. 
En 2020, Nathan Bedford Forrest possédait toujours 43 statues, bustes et toponymes (comté de Forrest, Forrest City) évoquant sa mémoire à travers les États-Unis.

## Dans la culture populaire
- Au début du film Forrest Gump (1994), de Robert Zemekis avec Tom Hanks, le héros éponyme dit que sa mère l'a prénommé Forrest en référence à Nathan Bedford Forrest car, dit-il, Mme Gump disait que « parfois, dans la vie, on fait des choses qui n'ont pas beaucoup de sens ». Il raconte cette anecdote à une jeune femme qui attend l'autobus à côté de lui et qui, comble de l'ironie, est noire.